# Aéroport de Roatán
L'aéroport international Juan Manuel Gálvez (espagnol : Aeropuerto Internacional Juan Manuel Gálvez) (code IATA : RTB • code OACI : MHRO) est un aéroport situé sur l'île de Roatán dans le département des Islas de la Bahía, au Honduras. L'aéroport porte le nom de Juan Manuel Gálvez, l'ancien président du Honduras. Il est également connu comme aéroport international de Roatán.

## Situation
L'aéroport est situé sur le côté ouest de Roatán, à côté de la ville principale , Coxen Hole.
'
| \|class=noviewer\|link=]][[Útila]] \|class=noviewer\|link=]][[Guanaja]] \|class=noviewer\|link=]][[Golosón]] \|class=noviewer\|link=]][[Puerto Lempira]] \|class=noviewer\|link=]][[Roatán]] \|class=noviewer\|link=]][[San Pedro Sula]] \|class=noviewer\|link=]][[Tegucigalpa-Toncontín]] \|class=noviewer\|link=]][[Comayagua]] |

Carte statique des aéroports du Honduras.Carte dynamique des aéroports du Honduras.

## Compagnies aériennes et destinations
| Compagnies                       | Destinations                                                          |
| -------------------------------- | --------------------------------------------------------------------- |
| AeroCaribe de Honduras           | La Ceiba-Golosón                                                      |
| Aerolíneas Sosa                  | La Ceiba-Golosón, San Pedro Sula-R. V. Morales, Tegucigalpa-Toncontín |
| Air Costa Rica                   | San José-J. Santamaría                                                |
| Air Panama                       | En saison: Panama-Albrook                                             |
| American Airlines                | Dallas-Fort Worth, Miami                                              |
| American Eagle                   | Miami                                                                 |
| Avianca Guatemala                | San Salvador-M. O. A. Romero y Galdámez                               |
| Avianca Honduras                 | San Pedro Sula-R. V. Morales                                          |
| Aviatsa                          | Charter : Tegucigalpa-Toncontín, Guatemala-La Aurora                  |
| BEDY EasySky opéré par EasySky   | Sainte Lucie-Hewanorra                                                |
| Cayman Airways                   | Grand Cayman-O. Roberts                                               |
| CM Airlines                      | San Pedro Sula-R. V. Morales, Tegucigalpa-Toncontín                   |
| Delta Air Lines                  | Atlanta H.-Jackson                                                    |
| EasySky                          | En saison charter: La Havane-José Martí                               |
| IBC Airways                      | Fort Lauderdale-Hollywood                                             |
| Lanhsa                           | La Ceiba-Golosón                                                      |
| Transportes Aéreos Guatemaltecos | Guatemala-La Aurora Charter: San Salvador-Ilopango                    |
| Tropic Air                       | Belize City-P. S. W. Goldson                                          |
| United Airlines                  | Houston-George Bush                                                   |

Édité le 08/08/2017